# SAYUMINGLANDOLL〜サユミミライ〜
『SAYUMINGLANDOLL〜サユミミライ〜』（サユミンランドール〜サユミミライ〜）は、2023年2月15日にアップフロントワークス（UP-FRONT WORKSレーベル）から発売された道重さゆみの2枚目のオリジナルアルバム。

## 収録曲
1. SAMSALA (4:44)
作詞：大森靖子、作曲：K2-Dee、編曲：大久保薫
2. 月に帰らないうさぎちゃん (3:53)
作詞・作曲：大森靖子、編曲：大久保薫
3. PINK FREEDOM(Album Edit) (3:34)
作詞：大森靖子、作曲：K2-Dee、編曲：大久保薫
4. ダイスキ・フロンティア (3:57)
作詞：児玉雨子、作曲：K2-Dee、編曲：大久保薫
5. 君だけの十字架 (3:55)
作詞：児玉雨子、作曲：K2-Dee、編曲：大久保薫
6. 少女予報 (4:16)
作詞・作曲：大森靖子、編曲：大久保薫
7. ビューティフル・ドリーム (3:34)
作詞：児玉雨子、作曲：K2-Dee、編曲：大久保薫
8. Yeah My Miracle (3:15)
作詞：児玉雨子、作曲：K2-Dee、編曲：大久保薫
9. Bunny Party (3:31)
作詞：しばたありぼぼ、作曲：こやまたくや、編曲：鈴木俊介
10. ミラーボール・ホリック (4:40)
作詞：児玉雨子、作曲：K2-Dee、編曲：鈴木俊介
11. ばりかわよかROCK (3:23)
作詞：しばたありぼぼ、作曲：こやまたくや[2]、編曲：大久保薫
12. 形而上的熱視線 (3:30)
作詞：児玉雨子、作曲：K2-Dee、編曲：大久保薫
13. バラッド バラッド (3:13)
作詞：大森靖子、作曲：K2-Dee、編曲：江上浩太郎
14. サユミミライ (4:11)
作詞：大森靖子、作曲：K2-Dee、編曲：大久保薫